# Left in Darkness
Left in Darkness is een Amerikaanse bovennatuurlijke thriller-horrorfilm onder regie van Steven R. Monroe. Deze verscheen in 2006 als direct-naar-dvd productie. Het verhaal werd geschreven door Philip Daay en Jane Whitney, die daarmee allebei debuteerden.

## Inhoud

### Proloog
De acht jaar oude Celia Dobson bezoekt samen met haar grootvader Joe het kerkhof waar haar moeder Lorie Ann begraven ligt. Zij stierf bij de bevalling. Het meisje heeft haar nooit gekend. Wanneer haar opa Celia mee naar haar moeders graf neemt, rent ze overstuur weg en zo een drukke autoweg op. Voordat een passerende wagen haar kan raken, tilt iets onzichtbaars Celia op en zet haar ongedeerd langs de kant. Opa Joe is met stomheid geslagen. Het meisje verklaart daarentegen dat haar (onzichtbare) vriendje Donovan haar altijd beschermt.

### Verhaal
Het is de dag van Celia's 21e verjaardag en haar vriendin Justine haalt haar op. Celia vierde haar verjaardag nooit, uit schuldgevoel. Omdat haar moeder tijdens haar geboorte stierf, voelt ze diens sterven als deels haar schuld. Bovendien ging haar vader ervandoor na het sterven van haar moeder, zodat ze ook hem nooit kende. Haar opa en oma hebben haar vervolgens opgevoed, maar die zijn inmiddels allebei overleden. Ditmaal laat Celia zich niettemin door Justine meetronen naar een feest in een studentenhuis. Direct na binnenkomst daar komen ze in een kamer waarin verschillende jongeren met een ouijabord spelen. Dat speelt op dat moment Go home Celia ('Ga naar huis Celia'). Ze hebben geen idee wie dat is, maar Celia denkt dat het een grap van Justine is.
Justine stelt Celia op het feest voor aan Doug. Het klikt meteen. Na een avond dansen en drank neemt Doug haar mee naar de wijnkelder omdat hij haar iets wil laten zien. Een stem vanuit het luchtledige zegt haar nogmaals weg te gaan, maar ze gaat toch mee. Wat ze niet weet, is dat Doug een verdovend middel in haar bier heeft gedaan. Celia verliest in de kelder het bewustzijn en ziet alleen in flitsen dat Doug bovenop haar ligt en haar verkracht. Hij heeft alleen te veel drugs in haar drankje gegooid. Ze sterft aan een overdosis.
Wanneer Celia bij bewustzijn komt, merkt ze tot haar schrik dat ze naast haar eigen lichaam staat. Opa Joe staat bij haar in de kamer. Hierdoor kan ze haar dood niet meer ontkennen. Hij vertelt haar zo snel mogelijk het huis uit te gaan. Ze doet dit, maar buiten verandert haar grootvader in een agressieve zombie. Daarop roept een stem vanuit de lucht dat ze zo snel mogelijk het huis weer ín moet. Weer binnen ontmoet Celia dan de inmiddels volwassen Donovan, de eigenaar van de stem. Haar voor de rest van de wereld onzichtbare vriendje uit haar kindertijd blijkt niet ingebeeld, maar echt te bestaan. Hij is haar altijd in de gaten blijven houden. Donovan vertelt haar dat ze twee uur de tijd heeft voordat het witte licht om haar heen (haar sanctuary) is uitgedoofd. Ze moet zichzelf voordien in veiligheid brengen, want buiten haar sanctuary kunnen wezens zoals datgene dat op haar voormalige grootvader lijkt, haar aanvallen. Donovan legt Celia uit dat deze wezens soul eaters ('zielen-eters') zijn. Deze kunnen het uiterlijk aannemen van iedere persoon wiens ziel ze verorberd hebben.
Celia leert ook van Donovan dat ze in de wereld van de levenden kan kijken door spiegels aan te raken. Ze kan daar geen contact maken met levende wezens. Wel kan ze levenloze objecten bewegen. Zo voorkomt ze dat Justine drinkt van een drankje met hetzelfde verdovende middel erin dat haarzelf werd toegediend. Tijdens deze contacten met de levende wereld merkt ze alleen ook dat Donovan duistere trekjes vertoont. Als haar moordenaar Doug uit schuldgevoel zelfmoord wil plegen, fluistert Donovan in zijn oor om hem hierin aan te moedigen. Bovendien blijkt de veilige plek waar Donovan Celia heen brengt een put met verloren zielen. Volgens hem is dat de best mogelijke optie, omdat ze anders door een soul eater wordt verslonden zodra haar sanctuary uitdooft. Als ze toch weigert en hem op zijn merkwaardige gedragingen aanspreekt, maakt Donovan zijn ware aard bekend. Hij is geen soul eater, maar een hoger kwaad met een hele collectie aan zielen. Hij heeft Celia's leven al die tijd gevolgd en beïnvloed om haar ziel middels haar ervaringen precies de 'smaak' te geven die hij verkiest.
Met de cryptische adviezen die ze van haar moeder en grootmoeder kreeg tijdens moeizame communicatie vanuit de hemel, probeert ze de weg naar hen toe te vinden voordat haar sanctuary uitdooft en Donovan of een soul eater haar in handen krijgt.

## Rolverdeling
- Monica Keena: Celia Dobson
- Christina Cellner: Celia (kind)
- Tim Thomerson: Joe
- Jeridan Frye: Lorie Ann
- Jessica Stroup: Justine
- Chris Engen: Doug
- David Anders: Donovan
- Tarah Paige: Rachel
- Chelsea Cannell: Tawnia
- Shane Bitney Crone: Terry
- Eric Ladin: Gopher
- Travis Van Winkle: Corby
- Marisa Lauren: Marie